# ارنست موریتس آرندت
ارنست موریتس آرندت (آلمانی: Ernst Moritz Arndt؛ زاده ۲۶ دسامبر ۱۷۶۹ درگذشته ۲۹ ژانویهٔ ۱۸۶۰) یک نویسنده میهن‌پرستانه و شاعر اهل آلمان بود.